# 大马路浸信会教堂
大马路浸信会教堂是烟台历史上有影响的一座基督教堂。位于芝罘区大马路35号。1980年以后改作天主教堂。
1861年，美南浸信会牧师海雅西在登州传教、牧师花雅各在芝罘传道，1862年创建登州浸信会，为华北基督教第一教会。并以此为中心发展到胶东各县（1925年以后传教中心转移到黄县）。
1906年，美国浸信会牧师毛尔根在烟台筹建大马路浸信会教堂，1912年教堂建成，教堂为2层楼，建筑面积862．4平方米，加上钟楼、及附属房屋，总建筑面积为1064．4平方米，可容纳800人做礼拜，是当时烟台最大的一座基督教堂。
1958年，烟台浸信会加入基督教烟台联合礼拜。
文化大革命期间教堂被另作他用，设施受到损坏。1980年，由于烟台山下的天主教玛利亚进教之佑圣母主教座堂（曾是烟台最高大的建筑）在大跃进和文革期间陆续被拆，于是天主教买下大马路浸信会教堂，1982年10月，作为烟台市天主教堂开放。 
2004年4月，基督教浸信会教堂旧址被列为烟台市文物保护单位。